# Den hallucinogene toreadoren
Den hallucinogene toreadoren är en målning utförd 1968–1970 av den spanske surrealistiske konstnären Salvador Dalí. Målningen är utställd på Salvador Dalí Museum, St. Petersburg i delstaten Florida, USA.